# Кюфтета с кашкавал
Кюфтета с кашкавал е ястие от традиционната българска кухня, приготвяно от кайма, омесена с лук, черен пипер, кимион и сол.

## Технология
Омесената кайма се разделя на малки топки, които се сплескват. Върху сплесканите топки се поставя по малко кашкавал и се запечатва с друга сплескана топка кайма. Оформят се кюфтета и се пекат на силна скара.